# Z-33
Z-33 — немецкий эскадренный миноносец типа Нарвик.
Был введен в эксплуатацию в феврале 1943 и действовал в Норвежских водах до марта 1945. Выведен из состава Кригсмарине в конце апреля 1945 и в декабре передан СССР. Впоследствии служил в советском ВМФ, в котором носил имя «Проворный», до апреля 1955, когда был переделан в плавучую казарму. Серьёзно поврежден огнём в 1960 и отдан на слом в 1962.

## История службы
Z-33 вошел в состав Кригсмарине 6 февраля 1943 года и действовал в Норвежских водах с июля. Принимал участие в германском рейде на Шпицберген в сентябре 1943 и был поврежден огнём береговой артиллерии. 25 декабря 1943 года входил в эскорт линкора «Шарнхорст» до его гибели в бою у Нордкапа, но в самом бою участия не принимал. Оставался в Норвежских водах в течение 1944 и начале 1945. 17 июля 1944 года Z33 был атакован самолётами Воздушных сил флота Великобритании в ходе атаки на линкор Тирпиц в рамках операции Талисман и получил незначительные повреждения.
Эсминец отбыл в Германию 5 февраля 1945 года, но уже через 2 дня сел на мель в Бру-фьёрде. Во время буксировки в Тронхейм 9 февраля был поврежден во время неудачного авианалета Союзников, получившего название «Черная пятница». После завершения ремонта 26 марта 1945 года отплыл в Свиноуйсьце и прибыл в пункт назначения 2 апреля. Из-за нехватки топлива в Германии корабль более не участвовал в боях и был выведен из состава флота в Брунсбюттеле в конце апреля.
После войны был передан СССР 2 декабря 1945 года как часть репараций. Впоследствии служил в Краснознаменном Балтийском флоте под именем «Проворный». С 30 ноября 1954 года эксплуатировался в качестве учебного судна. 22 апреля 1955 года переделан в плавучую казарму. В 1960 был серьёзно поврежден в результате пожара и затонул на месте стоянки. Впоследствии поднят со дна и затем разобран на металл.